# 寂圆
寂圆（1207年—1299年10月8日），南宋时期曹洞宗僧人，镰仓幕府时期渡日，道号智深。

## 生平
1207年，寂圆出生。天童山景德禅寺（今天童寺）天童如净的弟子。因仰慕天童如净的弟子道元来到日本，先后在山城国深草兴圣寺、越前国永平寺追随道元。道元圆寂之后，他师从孤云怀奘。1261年，寂圆离开永平寺，在越前国大野郡建立宝庆寺，并且在豪族伊志良氏的庇护之下形成“寂圆派”。弟子是永平寺的中兴祖师义云。